# Vladimir Tjepelin
Vladimir Vitaljevitj Tjepelin, född 15 juli 1988 i Mogiljov i Vitryska SSR i Sovjetunionen, är en vitrysk skidskytt. Hans första pallplats i världscupen kom i distans-tävlingen den 1 december 2016 i Östersund, Sverige.
Tjepelin deltog vid olympiska vinterspelen 2014.